# Pietro II (abate)
Pietro II (... – Cava de' Tirreni, 13 marzo 1208) è ricordato come 10º abate della Badia di Cava ed è venerato come beato dalla Chiesa cattolica.

## Biografia
Come per il suo predecessore, anche per Pietro II non si conosce la data in cui fu eletto abate dell'abbazia cavense. Negli Annales Cavenses non vi è alcun riferimento all'elezione del successore dell'abate Ruggiero. Che Pietro fosse stato eletto, si evince chiaramente in alcune pergamene datate dall'aprile 1195 all'aprile 1196 in cui è citato quo dominus Petrus oppure Dei gratia, venerabilis ac religiosus electus preest. Solo a partire dal mese di giugno del 1196, Pietro II viene appellato Venerabilis ac religiosus Abbas della SS. Trinità de La Cava.
La successione probabilmente non fu priva di contrasti. Il predecessore Ruggiero, ritenuto filo normanno, era forse ancora in vita e non si ha notizia se lasciò volontariamente o fu costretto a dimettersi dalla carica di abate quando, nel settembre del 1194, l'imperatore Enrico VI espugnò Salerno rimasta fedele al re Tancredi ed alla dinastia d'Altavilla.
Pietro II era un uomo pacifico e riuscì a conquistarsi la benevolenza di Enrico VI, che riconfermò al monastero, con un diploma del 24 settembre 1195, tutti i beni posseduti ed i privilegi concessi dai suoi predecessori.
Nonostante ciò, l'abbazia cavense subì vari soprusi correndo il rischio di perdere non pochi possedimenti feudali e vari diritti di natura economica.
L'arcivescovo di Salerno Niccolò D'Aiello, ritornato dalla prigionia in Germania, fu invitato da Pietro II a richiamare il suo Camerlengo che pretendeva dal monastero 40 soldi d'oro, per la chiesa di Santa Maria de Domno che possedeva in Salerno, invece dei 10 soldi concordati a suo tempo con l'arcivescovo Guglielmo.
Tempo dopo, Pietro fu costretto a ricorrere anche al Papa Innocenzo III, che governava il regno di Sicilia come tutore di Federico II, per vedersi riconosciuto da alcuni preti del Cilento, sul territorio da loro amministrato, il potere spirituale e temporale del monastero cavense.
Nel 1201, Pietro II fondò l'ospizio a Vietri, che costituiva con il suo porto, una delle più redditizie dipendenze dell'abbazia.
Dopo 13 anni di governo, il 13 marzo 1208, Pietro II morì. Tre giorni prima di morire, per evitare discordie, aveva provveduto egli stesso a designare e far eleggere il suo successore Balsano.
Il suo corpo fu deposto nella Crypta Arsicia di Sant'Alferio. Ora le reliquie riposano nella basilica abbaziale sotto l'altare dedicato a San Pietro apostolo.
Il culto del beato Pietro II fu confermato il 16 maggio 1928, dal papa Pio XI, unitamente a quello degli altri sette beati, abati dell'abbazia della SS. Trinità.